# كارلو براغا
كارلو براغا (بالإيطالية: Carlo Braga)‏ هو قسيس إيطالي، ولد في 23 مايو 1889 في تيرانو في إيطاليا، وتوفي في 3 يناير 1971 في مانيلا (حاضرة) في الفلبين.